# Limbo (juego)

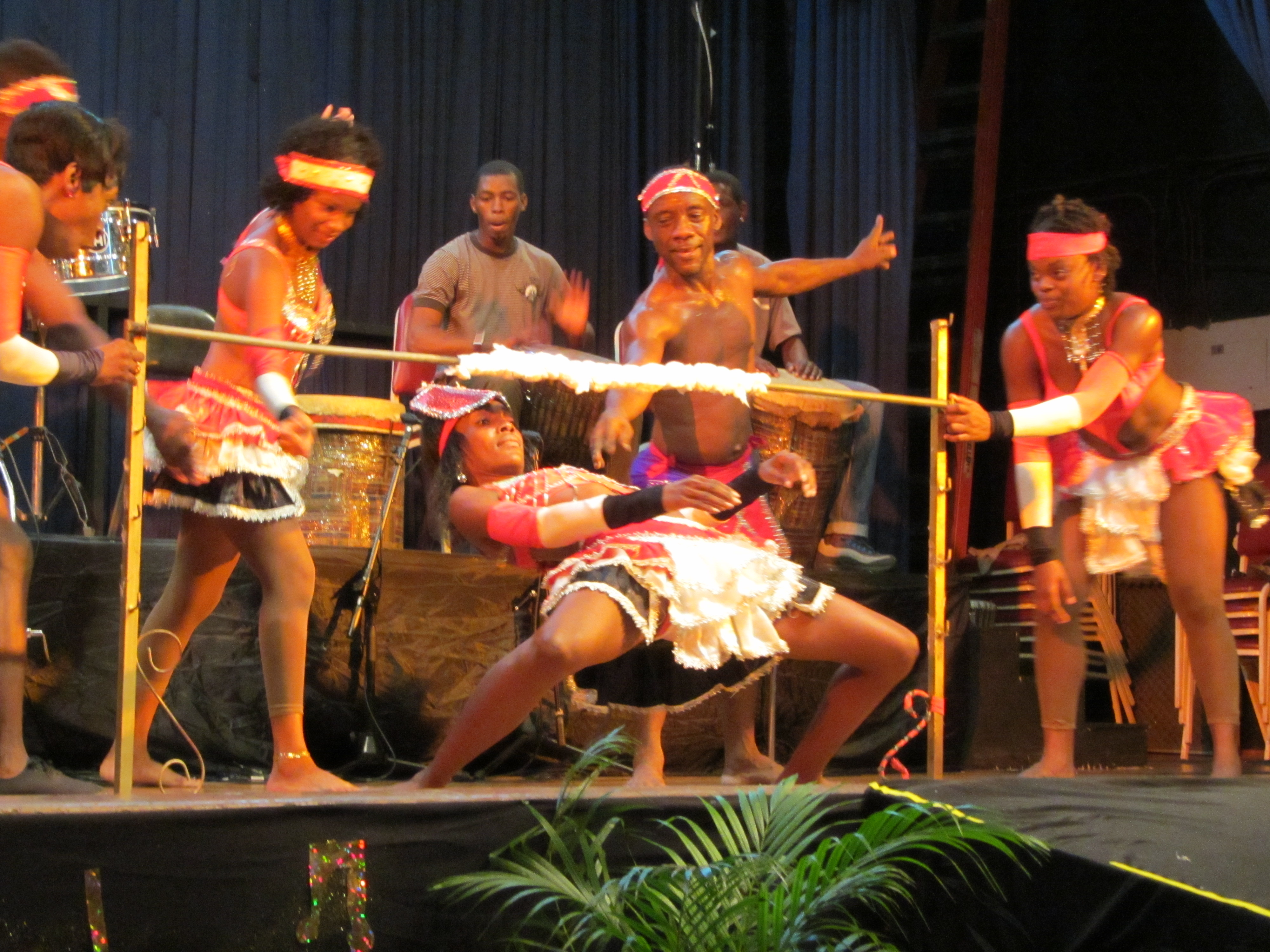
Un bailarín de limbo

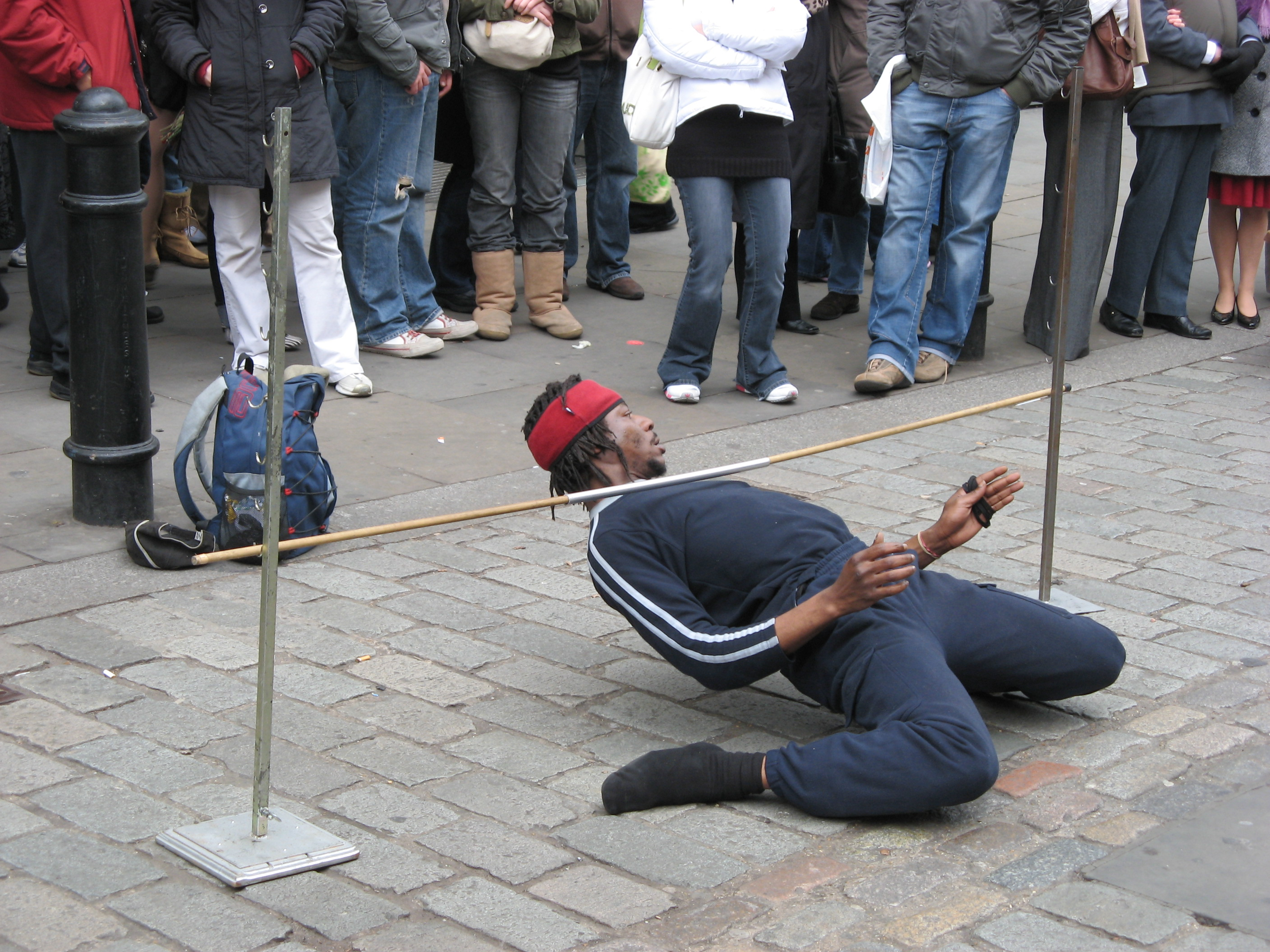
Un hombre que participa en un limbo en Londres

Limbo es un concurso de baile popular tradicional que es originario de la Isla Trinidad. El baile surge originalmente como evento en los velatorios en Trinidad y Tobago y fue popularizado por la pionera del baile Julia Edward (conocida como la Primera Señora de Limbo) y su compañía, quien apareció en varias películas, y visitó ampliamente el Caribe, Europa, América del Norte y del Sur, Asia y África en los años 1960.

## Reglas
Una barra horizontal, conocida como la barra del limbo, es colocada sujeta sobre dos barras verticales. Todo concursante tiene que intentar pasar bajo de la barra andando de frente, con su espalda hacia el piso. Quien golpee la barra o caiga quedará eliminada del concurso. Después de que cada participante haya completado su paso bajo la barra, la barra se baja ligeramente para una siguiente ronda, y el concurso continúa.
|  |  |  |

## Récord mundial

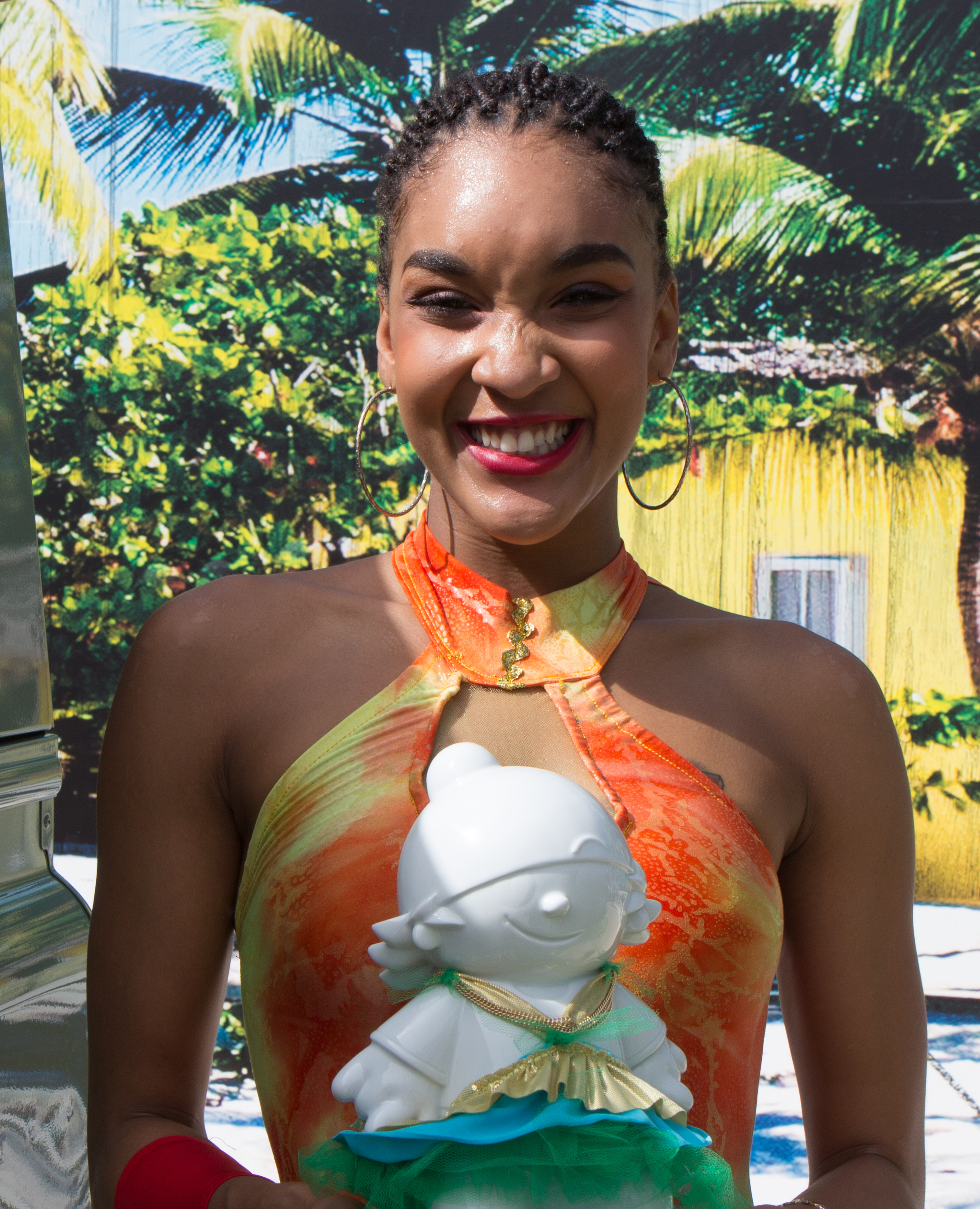
Shemika Charles, Limbo Queen, en el ZDF TV Garden el 9 de septiembre de 2018 en Maguncia.

El récord mundial del paso más bajo del limbo es sostenido por Shemika Charles, una mujer de Trinidad y Tobago. El 16 de septiembre de 2010, ella logró exitosamente bailar bajo una barra de solo 21.5 cm ç(8.5 pulgadas) sobre el suelo.